# Argia jujuya
Argia jujuya là một loài chuồn chuồn kim trong họ Coenagrionidae.
Argia jujuya được Ris miêu tả khoa học năm 1916.